# 成唯識論
成唯識論（じょうゆいしきろん、梵: Vijñapti-mātratā-siddhi, ヴィジュニャプティ・マートラター・シッディ）は、法相宗（唯識宗）が所依とする論典の一つ。10巻からなる。
「ヴィジュニャプティ・マートラター」（vijñapti-mātratā）とは「唯識」、「シッディ」（悉地, siddhi）とは「成就」、総じて「唯識による（悟りの）成就（についての論）」の意。
世親が著した『唯識三十頌』について護法が注釈したもので、それを中国の唐代に玄奘が漢訳した唯識の論典。
注釈書として、大乗基が玄奘の口述を記した『成唯識論述記』が、唯識学の根本聖典とされた。
日本へも早くに伝わり、長く唯識の教学として研究された。近年新しい訳解説が刊行されている。

## 文献
- 太田久紀 『成唯識論要講　（全5巻）』　仏教書林中山書房　2000年
- 城福雅伸　『成唯識論　現代語訳・講義　（全10巻予定）』、春秋社　2005年～刊行中－巻第4．巻第5．巻第6のみ
- 竹村牧男　『「成唯識論」を読む　（新興福寺仏教文化講座.7）』　春秋社、2009年
- 服部正明、上山春平　『認識と超越＜唯識＞　仏教の思想.4』　角川文庫ソフィア、1997年
- 三枝充悳　『世親』　講談社学術文庫、2004年